# Ayako Fujitani
Ayako Fujitani (藤谷 文子 Fujitani Ayako?, Osaka, 7 de diciembre de 1979) es una escritora y actriz. Habla inglés y japonés.

## Primeros años
Ayako Fujitani nació en Osaka, Japón. Es hija del actor Steven Seagal y la maestra de aikido Miyako Fujitani. De adolescente residió en Los Ángeles, California, Estados Unidos.

## Carrera

### Actuación
Una ávida fanática del cine, hizo su debut en pantalla en las secuelas de la serie Gamera (1995–1999), después de un encuentro casual en un festival de cine con el director Shusuke Kaneko. Volvió a trabajar de nuevo con él en un episodio que dirigió de Ultraman Max.
Otros papeles cinematográficos incluyen papeles en la película francesa Sansa (2003) y en el segmento de "Diseño de interiores" de Michel Gondry en Tokyo! (2008).
También protagonizó la película Man from Reno, de Dave Boyle en 2014, sobre una escritora japonesa de novela criminal llamada Aki. Ella también apareció en la película de Dave Boyle Daylight Savings como Erika, un interés amoroso del protagonista, Goh Nakamura.

### Escritura
Después de pasar algunos años de adolescencia en Los Ángeles estudiando actuación e inglés, Ayako comenzó a escribir para la revista japonesa Roadshow. Sus habilidades literarias se hicieron más evidentes con la publicación de sus novelas acopladas Touhimu (Flee-Dream) y Yakeinu (Burnt Dog). La primera a menudo se denomina de forma incorrecta semi-biográfica, aunque es una historia completamente ficticia de una joven suicida que trata de dar sentido a la vida, la muerte, la familia y el amor. Esta última es la historia de la relación entre un hombre y la niña que ha criado en su bodega.
Junto con el escritor y director Hideaki Anno, Ayako coadaptó su novela Touhimu (Flee-Dream) a la película Shiki-Jitsu en 2000. Fue la primera película no animada lanzada por Studio Ghibli bajo el sello Studio Kajino. También protagoniza la cinta. Shiki-Jitsu ganó el Premio Artístico en el 30.º Festival Internacional de Cine de Tokio y se presentó en el Festival Internacional de Cine de Hong Kong.
Ayako se ha establecido en Japón como escritora de ficción y no ficción, contribuyendo con ensayos y cuentos a varias publicaciones nacionales.
En 2014, Fujitani coescribió un cortometraje comisionado por Ermenegildo Zegna con Park Chan-wook, Chung Chung-hoon y Michael Werwie, que también dirigió Park, y que Clint Mansell tituló A Rose Reborn, protagonizada por Jack Huston y Daniel Wu.

### Otras ocupaciones
En 2006 dirigió un drama corto para el programa Drama Factory de TV Tokyo.
Ayako también ha mostrado talento musical, siendo miembro de la banda Father's Girls.

## Vida personal
Está casada con el guionista Javier Gullón desde 2016. La pareja tiene dos hijas.

## Filmografía
- Gamera: Daikaijū Kūchū Kessen (1995)
- Musashi (1996)
- Gamera 2: Legion Shūrai (1996)
- The Patriot (1998)
- Gamera 3: Jyashin Iris Kakusei (1999)
- Shiki-Jitsu (2000)
- Maguro no Shippo (A Tuna Fin) (2000)
- Sansa (2003)
- Ultraman Max (serie de televisión) (2005 - 2006)
- Ikusa (2005)
- Private Detective No.5 (2006)
- Captain Tokyo (2007)
- Shaolin Sakka (Shaolin Writer) (2008)
- Death of Domomata (2008)
- Tokyo! (2008)
- Daylight Savings (2012)
- Man from Reno (2014)
- The Lion Standing in the Wind (2015)
- The Last Ship (2016)